# Benedikt Emanuel Žák
Benedikt Emanuel Žák (7. února 1758, Mirotice – 11. prosince 1826, Mnichov) byl český operní pěvec-tenor, hobojista a hudební skladatel, který žil po většinu života v zahraničí, kde je znám především pod jménem Benedikt Schack. Napsal několik oper, singspielů a chrámových skladeb. Byl blízkým přítelem Josepha Haydna a Wolfganga Amadea Mozarta.

## Život
V letech 1773–1775 zpíval ve sboru Svatovítské katedrály v Praze. V roce 1775 odešel do Vídně, kde studoval lékařství a filozofii, ale nakonec se věnoval především hudbě. Po studiích působil jako kapelník ve Slezsku a poté jako herec a zpěvák v divadelní společnosti Emanuela Schikanedera. Nějaký čas s ní kočoval, ale v roce 1786 se společnost usadila ve Vídni, v předměstském divadle Theater auf der Wieden. V té době také Žák poznal Mozarta, který napsal nějaké pasáže i do jeho a Schikanederovy opery Der Stein der Weisen (1790) a napsal též osm variací na árii z Žákovy opery Der dumme Gärtner. Od roku 1793 Žák působil ve Štýrském Hradci. V letech 1796–1805 byl členem dvorní opery v Mnichově, kde ve světové premiéře Mozartovy Kouzelné flétny ztvárnil Tamina. Zpěvačku Elisabeth Weinholdovou, která v této premiéře zpívala třetí dámu, si vzal později za ženu. Krátce po premiéře Mozart zemřel. Podle anonymního nekrologu, který vyšel po Žákově smrti, Žák s Mozartem ještě v poslední den Mozartova života zkoušel jeho Requiem. O jejich blízkosti svědčí i dopis, který Žákovi roku 1826 poslala Mozartova manželka Constanze, když sháněla informace pro biografii, kterou o zesnulém manželovi chtěla napsat. V dopise uvedla: „Nebyl absolutně nikdo, kdo by ho znal lépe než vy a komu by byl více oddaný než vám.“ Žák však zemřel dříve, než stihl na dopis odpovědět.